# Stazione di Victoria
La stazione di Victoria (Estación Victoria in spagnolo) è una stazione ferroviaria della linea Mitre situata nell'omonima città della provincia di Buenos Aires.

## Storia
La stazione fu inaugurata il 29 agosto 1891 dalla compagnia Ferrocarril Central Argentino. La fermata fu intitolata alla regina Vittoria del Regno Unito.